# Orizont
Az Orizont 2015-ben bemutatott román film, amelyet Marian Crișan rendezett és írt.
A producerei Marian Crișan, Bobby Păunescu, Viorel Sergovici jr. és Mihai Dorobanțu. A főszerepekben Hatházi András, Rodica Lazăr, Bogdán Zsolt, Valeriu Andriuță és Emilian Oprea láthatók. A film zeneszerzője Cristian Lolea. Gyártója a Solar Indie Junction és Rova Film. Műfaja filmdráma.
Először Észtországban mutatták be a Tallinn Black Nights Film Festivalon 2015 novemberében. Romániában 2016. február 12-én mutatták be a mozikban.

## Szereplők
| Szereplő                                                              | Színész           | Magyar hang       |
| --------------------------------------------------------------------- | ----------------- | ----------------- |
| Lucian                                                                | Hatházi András    | Kardos Róbert     |
| Andra                                                                 | Rodica Lazăr      | Pálfi Kata        |
| Zoli                                                                  | Bogdán Zsolt      | Sarádi Zsolt      |
| Pintea                                                                | Valeriu Andriuță  | Végh Péter        |
| Adi                                                                   | Emilian Oprea     | Géczi Zoltán      |
| Ügyésznő                                                              | Elena Purea       | Román Judit       |
| Bíró                                                                  | Dan Rădulescu     | Dézsy Szabó Gábor |
| Ügyvéd                                                                | Costin Gavaza     | Sörös Miklós      |
| Mircea                                                                | Niko Becker       | Ács Balázs        |
| Tibi                                                                  | Ioan Paraschiv    | Keresztény Tamás  |
| Pincér                                                                | Ciprian Nicula    | Rada Bálint       |
| Csendőr                                                               | Dudescu Silviu    | Hannus Zoltán     |
| Pincérnő                                                              | Györgyjakab Enikő | Mohácsi Nóra      |
| Nő feketében                                                          | Elena Ivanca      | Törtei Tünde      |
| Fiú                                                                   | Vlad Corb         | Mayer Marcell     |
| Rendőr                                                                | Radu Ciobanașu    | Ács Norbert       |
| További magyar hangok                                                 |                   |                   |
| Dobó Enikő, Egri Márta, Fehér Dániel, Fellegi Lénárd, Várkonyi András |                   |                   |